# بورتسموث الشمالية (دائرة انتخابية في المملكة المتحدة)
بورتسموث الشمالية (بالإنجليزية: Portsmouth North)‏ هي إحدى الدوائر الانتخابية في المملكة المتحدة الممثلة في مجلس العموم في برلمان المملكة المتحدة.}}</ref>}}</ref>
عضو البرلمان الذي يمثلها حالياً هو :Sarah McCarthy-Fry (Lab).